# 提馬魯

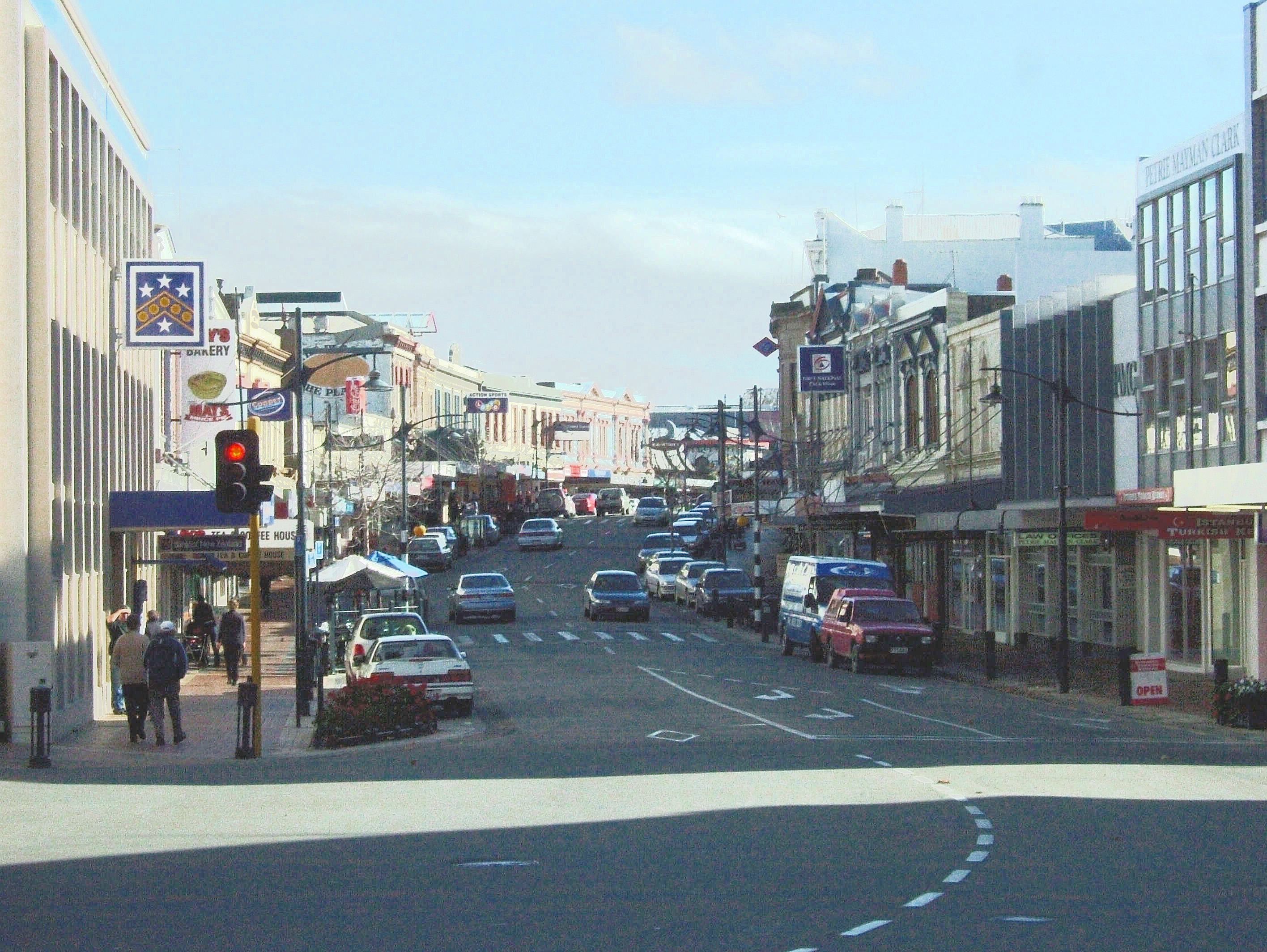
提馬魯的街景

提馬魯（英語：Timaru）是位於紐西蘭南島坎特伯雷平原的一座城市。據2013年統計，提馬魯市區有人口31,205人。在歐洲人到來之前，毛利人就在這裡生活。18世紀後期歐洲人發現這裡。19世紀之後歐洲人開始在這裡居住。提馬魯郊外的提馬魯機場有開往基督城和惠灵顿的航班。

## 外部連結
- .  26 (第11版). London. 1911.
- Timaru District Council （页面存档备份，存于）
- Tourist information （页面存档备份，存于）
- Timaru District Library
- South Canterbury Museum
- Historic images of Timaru from the collection of the Museum of New Zealand Te Papa Tongarewa （页面存档备份，存于）